# Johnny Prez
Johnny Prez o J Prez (Río Piedras, 4 de diciembre de 1978) es un artista puertorriqueño y con nacionalidad colombiana de reguetón. Prez es un exintegrante del grupo Kid Power Posse, popularmente conocido como parte de los pioneros de la música urbana latina, junto a Vico C, Baby Rasta & Gringo, Daddy Yankee o DJ Nelson. Como solista, ha colaborado con Don Chezina, Tito Rojas, Eddie Dee, Ivy Queen y Ricardo Montaner, y participó en el álbum de Eddie Dee, 12 discípulos.

## Carrera
Perteneció al grupo "Kid Power Posse" y al dúo "Déificos" (que significa "Pertenecer a Dios"). Grabó su primer álbum de reggae en español, Los Nenes De La Medicina en 1992. haciendo que el género reggae en español se popularizara en Puerto Rico. Desde entonces, ha lanzado tres álbumes de reguetón urbano, El Dragón en 2002, The Prezident en 2005 (álbum que alcanzó el número 28 en la lista de álbumes latinos de Billboard) y The Knockouts en 2007, este último recopilatorio. Obtuvo un disco de oro por el sencillo «Te gusta seducir», lanzado por Diamond Music en el álbum Kilates.
En 2011 regresó con su hermano Pedro Prez en un dúo llamado "Tha Prez". Johnny sigue continúa con su carrera en solitario, lanzando sencillos como «Como Te Olvido» (con 2 remixes: uno de ellos contó con las colaboraciones de Nicky Jam y Mackie, mientras que el otro contó con las colaboraciones de Yaga y Mackie) y «Amor Diferente» con Baby Rasta y Gringo.

## Discografía

### Álbumes de estudio
- 2002: El Dragón
- 2005: El Prezident

### Álbumes recopilatorios
- 1995: The Black Dragón

- 2007: Knock Out